# Kommanditist
Kommanditist ist die Bezeichnung für den nur beschränkt haftenden Gesellschafter (Teilhafter) einer Kommanditgesellschaft (KG). In der Schweiz und in Liechtenstein heißt er Kommanditär.

## Haftung im Außenverhältnis

### Bis zur Leistung der Kommanditeinlage
Der Kommanditist haftet im Außenverhältnis mit seinem persönlichen Vermögen gegenüber einem Gesellschaftsgläubiger, unabhängig von der Kommanditeinlage, unmittelbar nur auf den Betrag einer bestimmten Haftsumme (missverständlich auch Hafteinlage genannt), die im Handelsregister bzw. Firmenbuch eingetragen wurde. Der Gläubiger kann ihn insoweit unmittelbar in Anspruch nehmen und ist nicht darauf verwiesen, sich die Einlageforderung im Vollstreckungsverfahren gegen die Gesellschaft pfänden und überweisen zu lassen.
Vor der Registereintragung hat der Kommanditist wie ein Komplementär mit seinem persönlichen Vermögen unbeschränkt für alle Gesellschaftsverbindlichkeiten einzustehen, sofern er der Aufnahme der Geschäftstätigkeit zugestimmt hat und der Gläubiger nicht von seiner Stellung als Kommanditist weiß, § 176 I HGB. 

### Nach Leistung der Kommanditeinlage
Die Außenhaftung des Kommanditisten in Höhe der Haftsumme erlischt aber, wenn der Wert der bereits an die Gesellschaft geleisteten Kommanditeinlage die Höhe der im Register eingetragenen Haftsumme erreicht hat (s. § 171 HGB für Deutschland bzw. § 171 UGB für Österreich; die Regelung in der Schweiz stellt im Unterschied hierzu nur auf die im Handelsregister eingetragene Summe ab, Art. 608 OR). Hat der Wert der geleisteten Kommanditeinlage die Haftungssumme noch nicht erreicht, hat der Kommanditist für den Unterschiedsbetrag im Verhältnis zu einem Gesellschaftsgläubiger einzustehen. Nach Erlöschen der Außenhaftung stehen dem Gläubiger zur Berichtigung der Verbindlichkeiten nur das Gesellschaftsvermögen und das Privatvermögen des Komplementärs zur Verfügung. Der Verlust der Kommanditistenhaftung führt aber zu keiner Gläubigerbenachteiligung, da der Betrag der geleisteten Kommanditeinlage dem Gesellschaftsvermögen zugeführt wird.
In Abgrenzung zum Komplementär einer KG ist der Kommanditist u. a. mangels organschaftlicher Befugnis für die Gesellschaft kein Kaufmann im Sinne des Handelsgesetzbuches.

## Stellung im Innenverhältnis

### Erbringen der Kommanditeinlage
Der Kommanditist ist der Gesellschaft gegenüber verpflichtet, die Kommanditeinlage zu leisten. Der Wert der Kommanditeinlage im Verhältnis zum gesamten Gesellschaftsvermögen ist der Kapitalanteil des Kommanditisten.

### Gewinn und Verlust
Der Kommanditist ist im Innenverhältnis an Gewinn und Verlust der Gesellschaft beteiligt. Daher wirkt sich, obwohl der Kommanditist in der Regel mit seinem Privatvermögen nicht haftet, wirtschaftlich die Inanspruchnahme des Gesellschaftsvermögens durch Dritte auch auf den Kommanditisten aus. Die Gewinn- und Verlustverteilung orientiert sich, soweit nichts anderes vereinbart, an der Höhe des Kapitalanteils. Jedoch nimmt der Kommanditist an dem Gewinn und dem Verlust der Gesellschaft nur bis zum Betrag seines Kapitalanteils und seiner noch rückständigen Kommanditeinlage teil.
Der Kommanditist ist nicht verpflichtet, den für vorangegangene Geschäftsjahre bereits von ihm bezogenen Gewinn wegen späterer Verluste wieder zurückzuzahlen.
Erhält der Kommanditist eine darlehensähnliche Vergütung, kann er keine Einkünfte aus Gewerbebetrieb geltend machen, da er dann nicht als Mitunternehmer gilt.

### Geschäftsführung
Der Kommanditist ist von der Geschäftsführung der Gesellschaft ausgeschlossen, wenn vertraglich keine andere Regelung getroffen ist (oder er nicht in Österreich die gewerberechtliche Geschäftsführung innehat). Er kann einer Handlung des persönlich haftenden Gesellschafters nicht widersprechen, es sei denn, dass die Handlung über den gewöhnlichen Betrieb des Handelsgewerbes der Gesellschaft hinausgehen würde.

### Kontrollrechte
Der Kommanditist ist berechtigt, die Mitteilung des Jahresabschlusses der Gesellschaft in schriftlicher Form zu verlangen und dessen Richtigkeit unter Einsicht in die Handelsbücher und Geschäftspapiere zu prüfen. Obgleich es sich bei diesem Informations- und Auskunftsrecht in § 166 Abs. 1 HGB um eines der wesentlichen Minderheitenrechte handelt, kann dieses – anders als im GmbH-Recht – im Gesellschaftsvertrag eingeschränkt werden. Das Recht der laufenden Kontrolle, das der von der Geschäftsführung ausgeschlossene Gesellschafter der OHG besitzt, hat der Kommanditist nicht.

## Kündigung
Der Kommanditist kann unter Einhaltung einer Frist von mindestens sechs Monaten zum Ende eines Geschäftsjahres kündigen, sofern der Gesellschaftsvertrag nichts anderes vorsieht.
Auf Antrag eines Gesellschafters kann aber bei wichtigem Grund eine gerichtliche Entscheidung zur Auflösung der Gesellschaft herbeigeführt werden. Das Gericht kann auch den Ausschluss eines Gesellschafters aussprechen, wenn die übrigen Gesellschafter dies beantragen.